# Günstling einer Königin
Günstling einer Königin (Originaltitel: The Private Lives of Elizabeth and Essex) ist ein US-amerikanisches historisches Filmdrama des Regisseurs Michael Curtiz aus dem Jahr 1939, nach dem Theaterstück Elizabeth the Queen von Maxwell Anderson. Die Filmpremiere in Deutschland fand am 9. November 1951 statt.

## Handlung
Nach dem Sieg bei einer Seeschlacht gegen die Spanier kehrt der Earl of Essex triumphierend nach London zurück. Königin Elizabeth erwartet ihn voller Liebe und Angst. Der ambitionierte Earl ist bei den Bürgern hoch angesehen, hat jedoch viele Feinde, unter anderem Sir Robert Cecil, Baron Burghley und Sir Walter Raleigh. Sein einziger Freund am Hofe ist Francis Bacon.
Fassungslos bekommt der Earl von der Königin Kritik zu hören, denn er hat die spanische Schatzflotte nicht finden können, wie er es versprochen hatte. Als seine Offiziere belohnt werden, protestiert Essex, was zum Bruch zwischen ihm und der Königin führt. Essex kehrt auf seinen Landsitz zurück. Die Königin bleibt hart und lässt ihn ziehen, obwohl sie sich nach ihm sehnt.
In Irland werden die englischen Besatzungstruppen von Hugh O’Neill, dem Zweiten Earl of Tyrone, in die Flucht geschlagen. Die Königin ruft Essex an den Hof. Sie macht ihn zu ihrem Protokollchef, doch die Feinde des Earls stacheln diesen an, einen Feldzug zur Zerschlagung der Revolte in Irland anzuführen. Obwohl die Königin seine Briefe mit Bitten um mehr Männer und Nachschub nicht beantwortet, kann Essex Tyrone verjagen. Die Königin ist aber nicht schuld, denn Lady Penelope Grey, die in Essex verliebt ist, hat die Briefe des Earls und auch die der Königin abgefangen.
Die enttäuschte Königin schickt Essex den Befehl, seine Streitmacht aufzulösen und nach London zurückzukehren. Essex ist erzürnt und jagt mit einem Nachtmarsch seinem Gegner nach. Bei einer Verhandlung mit Tyrone macht dieser Essex auf den Rauch im englischen Camp aufmerksam. Der Nachschub und die Munition der Engländer werden zerstört. Essex muss aufgeben, seine Männer entwaffnen und nach England zurücksegeln.
Essex glaubt, er sei betrogen worden. Er lässt seine Männer nach London marschieren, um die Königin zu stürzen. Elizabeth leistet keinen Widerstand. Sie lässt sich auf Unterredungen mit Essex ein und bietet ihm an, gemeinsam mit ihm das Königreich zu regieren. Essex ist erfreut und entlässt seine Armee. Doch er wird in Ketten gelegt und zum Tode verurteilt. Am Tag der Hinrichtung bietet die Königin ihm an, sein Leben zu schonen, wenn er auf seine politischen Ambitionen verzichtet. Doch Essex sagt ihr, dass er immer eine Gefahr für sie sein werde und begibt sich zum Richtblock.

## Kritiken
„[Ein] zwar hochkarätig besetzter, aber pseudohistorischer Kolossalfilm im Bilderbuchstil Hollywoods. Beeindruckend: Bette Davis in der Rolle der einsamen, alternden Herrscherin, die Essex schließlich wegen Hochverrats enthaupten läßt.“

„Das opulente Historiengemälde Günstling einer Königin‚ bietet ein regelrechtes Fest fürs Auge. Dafür sorgen die schwelgende Farbkamera, die prachtvollen Kostüme und Kulissen, die schwungvolle Inszenierung von Michael Curtiz, unterlegt von der emotionsgeladenen Musik Erich Korngolds’.“

## Auszeichnungen
1940 Oscar-Nominierungen in den Kategorien:
- Beste Kamera (Farbe) – (Sol Polito und W. Howard Greene)
- Bestes Szenenbild – (Anton Grot)
- Beste Spezialeffekte – (Byron Haskin und Nathan Levinson)
- Bester Ton – (Nathan Levinson)
- Beste Filmmusik – (Erich Wolfgang Korngold)

## Hintergrund
- Das Theaterstück, Elizabeth the Queen, auf dem der Film beruht, wurde am 3. November 1930 in New York uraufgeführt. Lynn Fontaine spielte dort die Königin, Alfred Lunt den Earl of Essex. Zuerst sollte der Film den Titel des Theaterstücks bekommen, doch Flynn legte Protest ein. Nach Flynns Tod bis zur Ausgabe auf Video wurde der Film wieder als Elizabeth the Queen gezeigt.
- Während der Dreharbeite kam es zu Spannungen zwischen Bette Davis und Errol Flynn. Davis hielt Flynn für unprofessionell, während Flynn der Ansicht war, Davis nehme sich selbst zu wichtig. Bette Davis wollte ursprünglich Laurence Olivier für die Rolle des Earl of Essex, musste in diesem Punkt jedoch nachgeben. Den Vorschlag von Flynn, den Film The Knight and the Lady zu nennen lehnte sie jedoch ab.[3]
- Regisseur Curtiz, für über 170 Filme verantwortlich, bekam fünf Jahre später für Casablanca den Oscar.
- Der Film hatte zahlreiche namhafte Mitarbeiter: Neben den oscarprämierten Darstellern Davis (1936, 1939), de Havilland (1947, 1950) und Crisp (1942), waren auch Co-Autor Raine (Oscar 1938), Komponist Korngold (Oscar 1937, 1939), Kameramann Greene (Oscar 1944), Kostüm-Designer Orry-Kelly (Oscars 1952, 1958 und 1960), Ton-Ingenieur Levinson (Oscar 1948), der musikalische Direktor Leo F. Forbstein (Oscar 1937) und der Orchesterleiter Hugo Friedhofer (Oscar 1947) am Set.
- Für die Spezialeffekte war Byron Haskin zuständig, der in den 1950er und 1960er Jahren als Regisseur von Science-Fiction-Filmen von sich reden machte.
- Bette Davis schlüpfte 1955 noch einmal in die Rolle der Königin Elizabeth (Die jungfräuliche Königin – Regie: Henry Koster)

## Reale Personen im Film
- Königin Elizabeth (1533–1603) war von 1558 bis zu ihrem Tod englische Königin. Sie war die Tochter von König Heinrich VIII. und Anne Boleyn. In ihrer Regierungszeit wurde die erste englische Kolonie gegründet.
- Earl of Essex (1565–1601) galt, trotz seiner Ehe mit Frances Walsingham, als Liebhaber der 32 Jahre älteren Königin. Der im Film dargestellte Putschversuch ereignete sich wirklich. Devereux wurde im Tower of London hingerichtet.
- Hugh O’Neill, Earl of Tyrone (1540–1616) kam 1595 mit der englischen Krone in Konflikt, woraufhin der Neunjährige Krieg ausbrach. Seine Kämpfe mit dem Earl of Essex beruhen auf Tatsachen. Nach Ende des Krieges musste O’Neill fliehen und ging 1608 nach Rom ins Exil.
- Francis Bacon (1561–1626) war ein Philosoph und Staatsmann. Es gibt Vermutungen, die Bacon als eigentlichen Urheber der Werke von William Shakespeare sehen.
- Sir Walter Raleigh (1552 oder 1554–1618) war ein Seefahrer und Entdecker. Er plante die Gründung englischer Kolonien in Nordamerika. Er durfte auf königlichen Befehl hin aber nicht an den Expeditionen teilnehmen. Erst spätere Reisen führten ihn nach Guayana. Raleigh wurde auf Betreiben der Spanier gefangen genommen und in London hingerichtet.
- Sir Robert Cecil (1563–1612) war der erste Earl of Salisbury und Staatsmann und Minister unter Königin Elizabeth.